# STS-79
STS-79 est la 17e mission de la navette spatiale Atlantis et la sixième du programme russo-américain Shuttle-Mir.

## Équipage
- Commandant : William F. Readdy (3)  États-Unis
- Pilote : Terrence W. Wilcutt (2)  États-Unis
- Spécialiste de mission 1 : Thomas D. Akers (4)  États-Unis
- Spécialiste de mission 2 : Jay Apt (4)  États-Unis
- Spécialiste de mission 3 : Carl E. Walz (3)  États-Unis

Resté à bord de la station Mir :
- - Spécialiste de mission 4 : John E. Blaha (5)  États-Unis

De retour de la station Mir :
- - Spécialiste de mission 5 : Shannon W. Lucid  (5)  États-Unis

Le chiffre entre parenthèses indique le nombre de vols spatiaux effectués par l'astronaute au moment de la mission.

## Paramètres de la mission
- Masse :
  - Module SPACEHAB : 4 774 kg
  - Dispositif d'amarrage : 1 821 kg
- Périgée : 368 km
- Apogée : 486 km
- Inclinaison : 51,6°
- Période : 92,1 min

### Amarrage à la station Mir
- Début: 19 septembre 1996, 03 h 13 min 18 s UTC
- Fin: 24 septembre 1996, 01 h 31 min 34 s UTC
- Temps d'amarrage: 4 jours, 22 heures, 18 minutes, 16 secondes